# Abu Njie
Abu Njie, właśc. Abdou-Rahman Njie (ur. 13 października 1973 w Bandżulu) – gambijski piłkarz występujący na pozycji pomocnika oraz trener.
W barwach SG Wattenscheid 09 i VfL Osnabrück rozegrał łącznie siedem spotkań w 2. Bundeslidze.
W reprezentacji Gambii zadebiutował 16 lutego 2003 w przegranym 0:1 towarzyskim meczu z Nigerią, a 12 października 2003 w wygranym 2:0 pojedynku el. do MŚ 2006 z Liberią strzelił swojego jedynego gola w kadrze. W latach 2003–2006 w drużynie narodowej rozegrał sześć spotkań.